# Epulide
L'epulide (dal greco ἐπουλίς, composto di ἐπί, «sopra» e οὖλον, «gengiva») è una iperplasia del tessuto connettivo della gengiva o del parodonto.
Si tratta di lesioni simili a tumori benigni ma non sono neoplasie vere e proprie.
È tipicamente riscontrabile in gravidanza come effetto dello squilibrio e dell'incremento degli ormoni sessuali; questo perché nella gengiva sono presenti recettori sia per il progesterone che per gli estrogeni, cosa che spiega anche l'aumentata risposta gengivale alla placca.
Dunque è caratteristico che in gravidanza si abbia un aumento della gengivite e talvolta la comparsa di caratteristici rigonfiamenti interdentali ed epulidi (i cosiddetti tumori gravidici).
In pratica sulle gengive si forma una estroflessione che può a volte raggiungere un volume notevole, a comparsa prevalentemente nel settore anteriore della bocca.
La placca è un importante cofattore nell'insorgenza di queste ipertrofie gengivali, che possono essere quindi almeno in parte prevenute eseguendo una idonea pulizia dei denti.
La terapia consiste in un programma di igiene orale preventiva a cominciare dall'inizio della gravidanza, evitando però l'uso di agenti per il controllo chimico della placca come la clorexidina poiché mancano test di teratogenicità.
Le epulidi devono essere asportate solo qualora siano molto fastidiose o sanguinanti, infatti nella maggior parte dei casi regrediscono spontaneamente dal nono mese in poi.